# Larissa e William
Larissa e William (typographié Larissa & William) est un groupe brésilien de pop et musique pour enfants, originaire de São Paulo, actif entre 1994 et 1996. Ils se rendent rendus célèbres en interprétant le deuxième thème d'ouverture en portugais brésilien de l'anime Saint Seiya sur la défunte chaîne de télévision TV Manchete.

## Histoire
À l'âge de 9 ans, le duo est approuvé lors d'un test de Sony Music pour participer au nouveau Trem da Alegria en 1994. Cependant, ils sont redirigés pour chanter des chansons de la bande originale de l'anime Saint Seiya. Sorti en 1995, l'album est un succès commercial, se vendant à plus de 500 000 exemplaires. Fort de ce succès, le duo parcourt le Brésil et participe aux principaux programmes télévisés de l'époque, tels que Angel Mix, Bom Dia e Cia, Xuxa Hits, Programa Hebe et Programa Livre, où ils sont certifiés disque d'or pour leur travail,.
En 1996, Larissa et William ont enregistré leur deuxième album, l'album thématique du parc Beto Carrero World, mais le label décide de mettre fin au duo en raison du peu de retombées. Par la suite, William tente encore un projet solo, basé sur une tournée avec les chansons de ses deux albums avec Larissa, mais après quelques concerts, il met fin à sa carrière musicale. Larissa, quant à elle, continue dans le monde artistique et, après Saint Seiya, se lance dans une carrière de chanteuse axé. Elle est actuellement la chanteuse principale d'un groupe de musique country.

## Discographie

### Albums studio
- 1995 : Os Cavaleiros do Zodíaco: As músicas do seriado da TV
- 1996 : O Mundo Encantado de Beto Carrero

### Singles
- 1995 : Cavaleiros do Zodíaco
- 1995 : Rap do Zodíaco[7]
- 1996 : Eu Ainda Sou Neném